# Villa rustica (Laucherthal)
Die Villa rustica, ein ehemaliger römischer Gutshof, liegt nordwestlich von Laucherthal, einem Ortsteil der Gemeinde Sigmaringendorf im Landkreis Sigmaringen in Baden-Württemberg.

## Lage

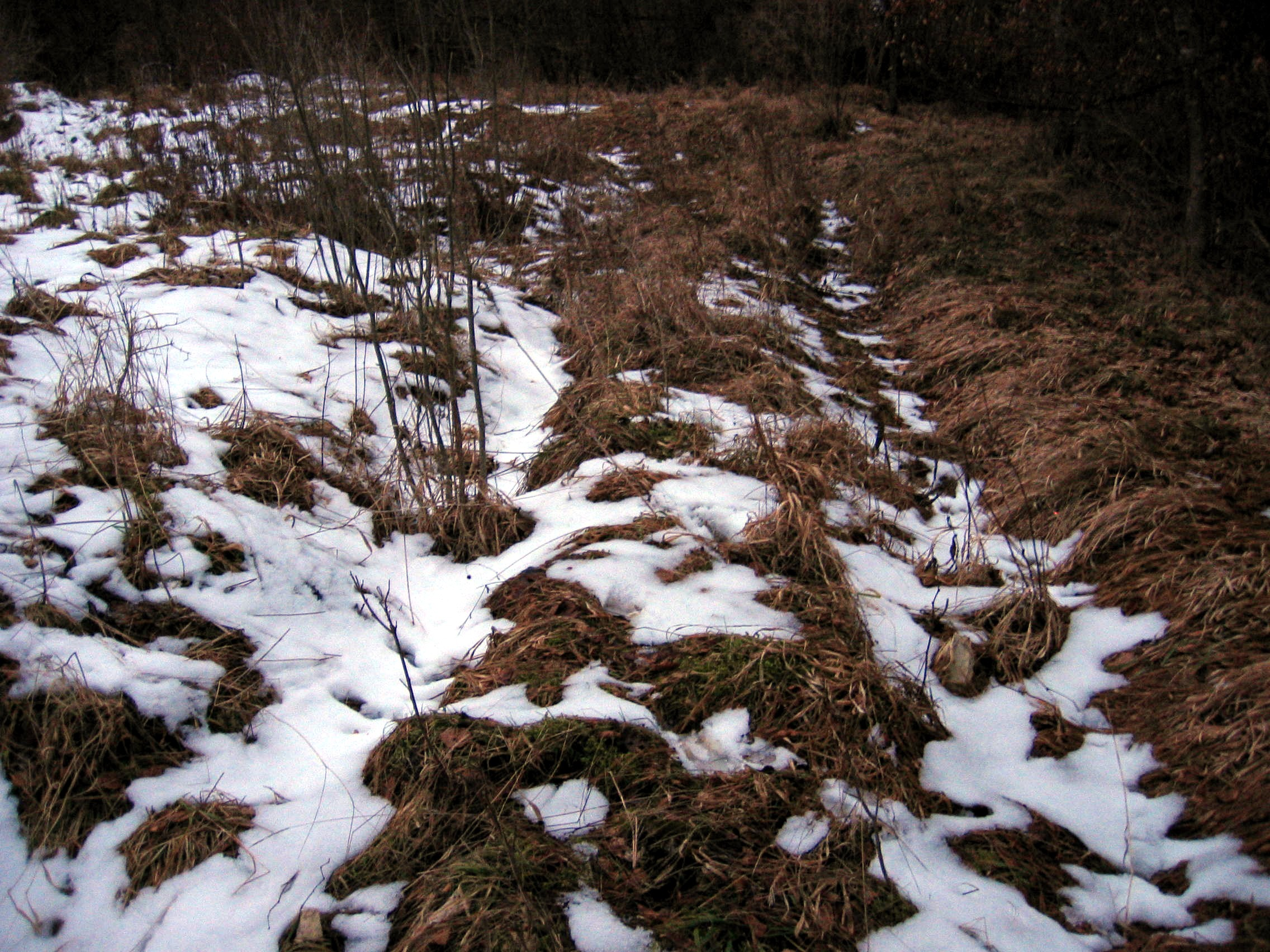
Die im Gelände erkennbaren Reste der nördlichen Grundmauer

Das überwachsene, aber im Gelände noch recht gut zu erkennende Bodendenkmal befindet sich im Wald „Schmelzenhau“, in der Nähe der heutigen „Schludegrube“, hinter den Fürstlich Hohenzollernschen Hüttenwerken Laucherthal. Die Wirtschaftsbauten befanden sich auf einer ehemals unbewaldeten und trockene Geländezunge, in Süd- oder Südostlage. Sie fiel südlich in das Luibental und östlich zum Fluss Lauchert ab.
Das Landgut lag in der Antike in der römischen Provinz Raetia (Rätien), zwischen einer aus claudischer Zeit stammenden römischen Fernstraße, der so genannten Donausüdstraße, im Süden und einem vorrömischen Urweg, dem so genannten Salzweg, im Norden. Im Bereich der heutigen Lauchertmündung in die Donau bei Sigmaringendorf befand sich eine von den Römern genutzte Furt, deren Straßenverlauf folgend ein weiterer römischen Gutshof im Gewann Wachtelhau liegt.
Ein Zusammenhang zwischen der Lage des Gutshofes und Bohnerzfunden im Lehm und Kalkgestein der Umgebung kann zumindest nicht ausgeschlossen werden. Der Abbau von Eisenerz durch römische Siedler ist denkbar, da bereits die Kelten das häufige Vorkommen von Bohnerz zur Verhüttung genutzt haben.

## Forschungsgeschichte
1866 wurde der Gutshof durch den Hohenzollernschen Hofrat F. A. von Lehner, Direktor der Fürstlich Fürstenbergischen Sammlungen, ergraben und vermessen. Die archäologische Ausgrabung förderte Reste der steinernen Grundmauern zutage. Der Befund zeigt einen römischen Gutshof, der von der Mitte des 2. bis zum Anfang des 3. Jahrhunderts n. Chr. bestanden hat und vermutlich um die Zeit der ersten Alamannenvorstöße um 233 n. Chr. sein Ende gefunden haben wird.

## Gutshof

Schematische Skizze der Villa Rustica

Bei den Ausgrabungen zeigten sich die noch erhaltenen kalksteinernen Grundmauern des Hauptgebäudes einer mit ihrem Portikus nach Osten hin ausgerichteten Villa Rustica. Bei diesem Gebäude handelt es sich um eine typische Risalitvilla mit zwei Eckrisaliten, die mit ihren Seitenlängen von 23 m × 23 m einschließlich des zu vermutenden Innenhofes eine Fläche von rund 530 m² in Anspruch nahm. Eine Steinfundamentierung der Innenwände, das heißt der nach Westen an die Frontseite anschließende Räume, konnte nicht festgestellt werden. Der Archäologe Hartmann Reim geht daher bei diesem Teil der Villa von einer Holzfachwerkbauweise aus.
Weitere Gebäude des Anwesens wurden durch den nachrömischen, grubenförmigen Bohnerzabbau weitestgehend zerstört und entziehen sich der Forschung.

## Befundsicherung und Fundverbleib
Das Hauptgebäude des Gutshofes befindet sich als überwachsenes Bodendenkmal auf einer kleinen Lichtung im Wald. Die Reste der Grundmauern sind als solche erkennbar und eine Hinweistafel des Schwäbischen Albvereins gibt Auskunft über die Villa Rustica. Das Fundmaterial befindet sich in der privaten Vor- und Frühgeschichtlichen Sammlung im Schloss Sigmaringen.
Das Bodendenkmal ist geschützt als eingetragenes Kulturdenkmal im Sinne des Denkmalschutzgesetzes des Landes Baden-Württemberg (DSchG). Nachforschungen und gezieltes Sammeln von Funden sind genehmigungspflichtig, Zufallsfunde an die Denkmalbehörden zu melden.